# 松尾勝人
松尾 勝人（まつお かつひと、1940年9月21日 - 2007年1月）は、長崎県出身の俳優。

## 人物・略歴
エクラン社（エクラン演技集団）、松竹俳優グループで活躍。
大映京都・松竹京都映画製作の作品を中心に、現代劇・時代劇問わず膨大な作品に脇役として出演。
瓦版屋が人気で、必殺シリーズでは「ご存知松ちゃんの瓦版だよ」と、レギュラーのごとく使われたこともあった。人懐こい笑顔でスター、監督たちに可愛がられ、舞台でも活躍した。
特技の長崎弁を生かし、ドラマ『長崎ぶらぶら節』で方言指導を務めた。

## 出演

### テレビドラマ
- 仮面の忍者赤影 第35話・第42話（1967年、KTV）
- 新三匹の侍（1970年、CX）
- 必殺シリーズ（ABC / 松竹）
  - 必殺仕掛人
    - 第2話「暗闘仕掛人殺し」（1972年9月9日）
    - 第17話「花の吉原地獄の手形」（1972年12月23日）
    - 第18話「夢を買います恨みも買います」（1972年12月30日）
    - 第19話「理想に仕掛けろ」（1973年1月6日） - 浪士 杉浦

  - 必殺仕置人 第25話「能なしカラス爪をトグ（=の）」（1973年10月6日）
  - 助け人走る
    - 第13話「生活大破滅」（1974年） - 袖吉
    - 第22話「父子大相剋」（1974年） - 職人
    - 第28話「国替大精算」（1974年） - 彦造
    - 第29話「地獄大搾取」（1974年） - 信助
    - 第30話「賃金大仕掛」（1974年） - 瓦版屋

  - 暗闇仕留人
    - 第2話「試して候」（1974年） - 客
    - 第15話「過去ありて候」（1974年） - 同心
    - 第16話「間違えて候」（1974年） - 駕篭
    - 第25話「晒されて候」（1974年） - 野次馬

  - 必殺必中仕事屋稼業
    - 第8話「寝取られ勝負」（1975年） - そば屋の客
    - 第9話「からくり勝負」（1975年） - 魚屋
    - 第11話「表を裏で勝負」（1975年） - 飛脚
    - 第13話「度胸で勝負」（1975年） - 門番
    - 第15話「大当たりで勝負」（1975年） - 飛脚
    - 第16話「仕上げて勝負」（1975年） - チンドン屋

  - 必殺仕置屋稼業
    - 第7話「一筆啓上 邪心が見えた」（1975年） - 松吉
    - 第19話「一筆啓上 業苦が見えた」（1975年） - 同心
    - 第26話「一筆啓上脅迫が見えた」（1975年） - 風呂の客

  - 必殺仕業人
    - 第4話「あんたこの親子をどう思う」（1976年） - 牢番
    - 第7話「あんたこの仇討どう思う」（1976年） - 与吉
    - 第12話「あんたこの役者どう思う」（1976年） - 百姓
    - 第14話「あんたこの勝負をどう思う」（1976年） - 客
    - 第16話「あんたこの無法をどう思う」（1976年） - 大工
    - 第16話「あんたこの掠奪をどう思う」（1976年） - 町人
    - 第27話「あんたこの逆恨をどう思う」（1976年） - 同心

  - 必殺からくり人
    - 第3話「賭けるなら女房をどうぞ」（1976年） - 村の男
    - 第4話「息子には花婿をどうぞ」（1976年） - 町人
    - 第5話「粗大ゴミは闇夜にどうぞ」（1976年） - 中番頭
    - 第7話「佐渡からお中元をどうぞ」（1976年） - 警備の侍
    - 第11話「私にも父親をどうぞ」（1976年） - 店の男

  - 必殺からくり人・血風編
    - 第6話「悲恋を葬る紅い涙」（1976年） - 傭兵
    - 第9話「小判が眼をむく紅い闇」（1976年） - 次平

  - 新・必殺仕置人
    - 第1話「問答無用」（1977年1月21日） - 職人
    - 第3話「現金無用」（1977年） - 葬儀屋
    - 第5話「王手無用」（1977年2月18日） - 金次の手下
    - 第7話「貸借無用」（1977年3月4日） - 小者
    - 第10話「女房無用」（1977年3月25日）
    - 第13話「休診無用」（1977年4月15日） - 職人
    - 第18話「同情無用」（1977年） - 手代
    - 第19話「元締無用」（1977年） - 遊び人
    - 第21話「質草無用」（1977年） - 町の男
    - 第23話「訴訟無用」（1977年） - 引廻しの同心
    - 第24話「誘拐無用」（1977年） - 番頭
    - 第25話「濡衣無用」（1977年） - 役人
    - 第26話「抜穴無用」（1977年） - テキ屋
    - 第31話「牢獄無用」（1977年） - 同心
    - 第32話「阿呆無用」（1977年8月26日） - 役人
    - 第33話「幽霊無用」（1977年9月2日） - 同心
    - 第39話「流行無用」（1977年） - 小間物屋番頭

  - 新・必殺からくり人
    - 第2話「東海道五十三次殺し旅 戸塚」（1977年） - 手代松吉
    - 第6話「東海道五十三次殺し旅 日坂」（1977年） - 男衆
    - 第8話「東海道五十三次殺し旅 藤川」（1978年） - 馬方
    - 第9話「東海道五十三次殺し旅 鳴海」（1978年） - 掏摸
    - 第11話「東海道五十三次殺し旅 庄野」（1978年） - 商人

  - 江戸プロフェッショナル・必殺商売人
    - 第5話「空桶で唄う女の怨みうた」（1978年） - 同心
    - 第6話「手折られ花は怨み花」（1978年3月24日） - 侍
    - 第7話「嘘か真実かまことが嘘か」（1978年） - ポン引き
    - 第9話「非行の黒い館は蟻地獄」（1978年） - 番頭
    - 第10話「不況に新商売の倒産屋」（1978年） - 手代
    - 第19話「親にないしょの片道切符」（1978年） - 同心
    - 第22話「殺した奴をまた殺す」（1978年） - 同心
    - 第23話「他人の不幸で荒稼ぎ」（1978年） - 番太
    - 第24話「罠にはまって泣く主水」（1978年） - 役人

  - 必殺からくり人・富嶽百景殺し旅
    - 第3話「駿州片倉茶園ノ不二」（1978年） - 駕篭屋
    - 第4話「神奈川沖浪裏」（1978年） - 幇間
    - 第5話「本所立川」（1978年） - 分銅屋番頭
    - 第9話「深川万年橋下」（1978年） - 小倹使
    - 第12話「東海道金谷」（1978年） - 配下
    - 第14話「凱風快晴」（1978年） - せり人

  - 翔べ! 必殺うらごろし
    - 第2話「突如奥方と芸者の人格が入れ替わった」（1978年） - 中盆
    - 第3話「突如肌に母の顔が浮かび出た」（1978年） - 百姓
    - 第7話「赤い雪を降らせる怨みの泣き声」（1979年） - 使者
    - 第14話「額の傷が見た! 恐怖のあしたを」（1979年） - 番頭
    - 第15話「馬が喋べった! あんた信じるか」（1979年） - 竹乃屋主人
    - 第16話「病床で危篤の男が銭湯にいた!」（1979年） - 番太
    - 第18話「抜けない刀が過去を斬る!」（1979年） - 門番
    - 第19話「童が近づくと殺人者が判る」（1979年） - 三次
    - 第22話「死人が教えた金のありか」（1979年） - お民の夫

  - 必殺仕事人
    - 第3話「仕事人危うし! あばくのは誰か?」（1979年） - 同心
    - 第10話「木曽節に引かれた愛のその果ては?」（1979年） - 勝蔵配下
    - 第11話「極悪人ほどよく眠れるか?」（1979年） - 越後屋番頭
    - 第17話「鉄砲で人を的にした奴許せるか」（1979年） - 同心
    - 第18話「武器なしであの花魁を殺れるのか?」（1979年） - 屋台の親爺
    - 第22話「登城の大名駕籠はなぜ走るのか?」（1979年） - 目明し
    - 第25話「裏の裏のそのまた裏に何があるのか?」（1979年） - 上州屋主人
    - 第26話「半吉は女の愛で立ち直れるか?」（1979年） - 町の男
    - 第29話「新技 腰骨はずし」（1979年） - 屋台の客
    - 第33話「炎技 半鐘撲り」（1980年） - 同心
    - 第36話「合掌技 地獄落し」（1980年） - 若旦那
    - 第48話「表技魔の鬼面割り」（1980年） - 遊び人
    - 第50話「嘘技無用試し斬り」（1980年） - 大家
    - 第53話「惚れ技情炎半鐘割り」（1980年） - 町人甲
    - 第57話「逆さ技大どんでん崩し」（1980年） - 番太
    - 第64話「崩し技 真偽友禅染め落し」（1980年） - 同心
    - 第70話「慕い技 神輿暴れ突き」（1980年） - 漁師
    - 第71話「絞り技一揆助命脳天突き」（1980年） - 門番
    - 第75話「訴え技火だるま身替り消し」（1980年） - 瓦版売り
    - 第79話「隠し技潜入喉輪攻め」（1980年） - 野分の参二
    - 第80話「踊り技回り舞台振り落し」（1980年） - 町の人
    - 第81話「捜し技高利蟻地獄斬り」（1981年） - 魚屋太吉
    - 第82話「激闘技地獄道暴れ斬り」（1981年） - 屋台の客
    - 第84話「散り技仕事人危機激進斬り」（1981年） - 牢屋敷の番人

  - 必殺仕舞人 第2話「さんさ時雨は涙雨・仙台」（1981年） - 町の男
  - 新・必殺仕舞人
    - 第5話「会津磐梯山 涙の嫁入り」（1982年） - 問屋
    - 第12話「けだもの狩りにはしげさ節」（1982年） - 村人

  - 新・必殺仕事人
    - 第2話「主水 気分滅入る」（1981年） - 町役人
    - 第7話「主水女の気持わかります」（1981年6月19日） - 手代
    - 第11話「主水ふてくされる」（1981年7月17日） - 同心
    - 第12話「主水金一封あてにする」（1981年7月24日） - 同心
    - 第25話「主水猫を逮捕する」（1981年11月6日） - 神主
    - 第26話「主水仮病休みする」（1981年11月27日） - 番頭
    - 第30話「主水御用納めする」（1981年12月25日） - 番頭
    - 第32話「主水安心する」（1981年1月15日） - 船奉行
    - 第33話「主水粗食に我慢する」（1981年1月22日） - 職人
    - 第41話「主水 父親捜しする」 - 同心
    - 第45話「主水心配する」（1981年4月16日） - 同心
    - 第50話「主水金魚の世話する」（1981年5月21日） - 瓦版屋
    - 第53話「主水甘味対策する」（1981年6月11日） - 菓子屋

  - 必殺渡し人
    - 第7話「お化け屋敷で渡します」（1983年8月19日） - 木戸番の男
    - 第11話「浮世絵の舞台で渡します」（1983年9月23日） - 貸本屋
    - 第12話「二人がかりで渡します」（1983年10月7日） - 商人
    - 第13話「秋雨の中で渡します」（1983年10月14日） - 下っ引き

  - 必殺仕事人IV
    - 第7話「主水 忘年会の幹事でトチる」（1983年12月7日） - 医者

  - 必殺仕事人V・激闘編
    - 第19話「主水、羊かんをノドにつめる」（1985年4月18日） - 番頭

  - 必殺まっしぐら！　
    - 第1話「秀が帰って来た！」（1986年8月8日）- 客
    - 第12話「相手は江戸の大魔王」（1986年）-矢場の客

  - 必殺橋掛人
    - 第2話「佃島のおとめ魚を探ります」（1985年） - 漁師
    - 第9話「柴又帝釈天のトラを探ります」（1985年） - 子分
    - 第11話「板橋のウラ仕掛けを探ります」（1985年） - 人足
    - 第13話「子連れ刺客の魔剣を探ります」（1985年） - 家臣

  - テレビスペシャル
    - 必殺シリーズ10周年記念スペシャル 仕事人大集合（1982年10月1日）
    - 必殺仕事人ワイド 大老殺し 下田港の殺し技珍プレー好プレー（1987年10月2日）
- 白獅子仮面（1973年、NTV）
- おしどり右京捕物車 第6話「奪（うばう）」（1974年5月9日、ABC）
- 斬り抜ける 第3話「お札くずれ」（1974年10月17日、ABC）
- 痛快!河内山宗俊 第13話 鯉が命の子守唄（1975年、CX）
- お耳役秘帳 （1976年、KTV）
  - 第7話「女やもめの花が散る」 - 忠助
  - 第12話「情のかけ橋を渡れ」 - 仲間
  - 第14話「引き裂かれた肌」 - 職人
  - 第17話「お耳役狩り」 - 侍
  - 第22話「一か八かの挑戦」 - 亀吉
  - 第24話「どうせこの世は怨み花」 - 口入れ屋
- 夫婦旅日記 さらば浪人 第1話（1977年、CX）
- 新選組始末記（1977年、MBS）
- 新木枯し紋次郎 （1977年、12ch）
- 不死蝶（1978年、MBS）
- 土曜ワイド劇場（ABC）
  - 「京都殺人案内1　花の棺」（1979年4月21日）
  - 「京都殺人案内3 嫁ぎ先の謎」（1980年6月21日）
  - 「フルムーン探偵日本三景めぐり」（1984年10月20日）
- 日本名作怪談劇場（1979年、12ch）
- 時代劇スペシャル（CX）
  - 「着ながし奉行」（1981年5月1日）
  - 「薩摩飛脚〜お庭番連続暗殺の謎と背景」（1982年6月11日）
  - 「岡っ引どぶ 風車殺人事件〜おぼろ月娘かえらぬその夜に…」（1983年6月3日）
  - 「花笛伝奇〜連続美女殺人事件!!そこに不思議な白頭巾の影が…」（1983年7月1日）
- 赤かぶ検事奮戦記（ABC）
  - 第2シリーズ 第3話「趣味は泥棒」（1981年12月11日）
  - 第2シリーズ 第11話「悪女が匂う」（1982年2月12日）
  - 赤かぶ検事奮戦記IV 第9話「邪淫の争い」（1986年1月24日）
  - 赤かぶ検事の逆転法廷 第6話「必殺!?分身殺人」（1992年2月） - 近藤茂久
- 斬り捨て御免!（1982年、TX）
  - 第3シリーズ 第3話「生か死か断崖に揺れる二人」
  - 第3シリーズ 第7話「謀略血で染めた御用金強奪」
  - 第3シリーズ 第10話「怪盗を追え 死のおとり作戦」
- ザ・サスペンス「金田一耕助の傑作推理2 ミイラの花嫁　嵐の夜にうぶ声が聞こえる」（1983年8月13日、TBS）
- 眠狂四郎円月殺法（1982年、TX）
- 月影兵庫あばれ旅（TX）
  - 第1シリーズ 第3話「蔭で糸引く奴の顔」（1989年）
  - 第1シリーズ 第8話「殺したのは私じゃない」（1989年）
  - 第2シリーズ 第1話「江戸で悪を斬る!」（1990年）
  - 第2シリーズ 第9話「野良犬の牙!」（1990年）
- 神谷玄次郎捕物控 第7話「針の光」（1990年、KTV）
- 鬼平犯科帳（CX / 松竹）
  - 第2シリーズ
    - スペシャル「雲竜剣」（1990年） - 「ひたちや」の主人
    - 第12話「雨乞い庄右衛門」（1991年）
    - 第16話「白と黒」（1991年）

  - 第4シリーズ 第15話「女密偵・女賊」（1993年）
  - 第5シリーズ 第4話「市松小僧始末」（1994年）
  - 第6シリーズ 第4話「浮世の顔」（1995年）
  - 第7シリーズ
    - 第2話「男のまごころ」（1996年）
    - 第14話「逃げた妻」（1997年）

  - 第8シリーズ 第2話「瓶割り小僧」（1998年）
  - 鬼平犯科帳スペシャル 一本眉（2007年）
- 岡っ引どぶ 第1話「悪魔の小箱殺人事件」（1991年、CX / 映像京都）
- 金曜エンタテイメント （CX）
  - 「赤い霊柩車7 双子の棺」（1997年4月11日）
  - 「京都祇園入り婿刑事事件簿シリーズ」（1997年〜2004年）
- 剣客商売（CX / 松竹）
  - 第2シリーズ 第10話「雨の鈴鹿川」（2000年） - 市助
  - 第4シリーズ
    - 第5話「東海道見附宿」（2003年） - 平吉
    - 第11話「待ち伏せ」（2003年） - 用人
- 盤嶽の一生 第4話「みちづれ」（2002年、CX / 映像京都）- 船頭
- 斬り抜ける 第3話
- 五瓣の椿
- 八丁堀の七人

### 映画
- やさぐれ刑事（1976年) - 大阪空港の刑事
- 必殺!主水死す（1996年）
- 化粧師 KEWAISHI（2002年）

### Vシネマ
- 誇り高き野望（2005年）
  - 誇り高き野望1 -  質屋の店員
  - 誇り高き野望2 - 刑務官
- 首領への道（2005年）-  島田組若頭補佐 早乙女伍郎